# Demokratyczne Odrodzenie
Demokratyczne Odrodzenie (gr.Δημοκρατική Αναγέννηση Dimokratiki Anagenissi) – populistyczna partia polityczna działająca w Grecji. Początkowo założona w 2004 roku przez Steliosa Papathemelisa, rozwiązała się w tym samym roku po tym jak jeden z założycieli partii został wybrany do parlamentu z ramienia partii Nowa Demokracja. Partia została ponownie aktywowana w 2007 roku. W czasie przedterminowych wyborów parlamentarnych w 2007 roku partia współpracowała z ugrupowaniem Chrześcijańska Demokracja.

## Ideologia
Demokratyczne Odrodzenie w swoim programie wyborczym określa się jako partia: demokratyczna, patriotyczna oraz socjalna. Przywódca partii, Stelios Papathemelis, dodaje, że partia jest otwarta na członków każdej opcji politycznej, a jej kadra partii składa się z członków m.in. PASOK, Ruchu Socjalno-Demokratycznego, Ludowej Koalicji Prawosławnej, a nawet Nowej Demokracji, co ma potwierdzić otwartość partii na członków pochodzących z różnych partii oraz środowisk politycznych.